# تاريخ الحوسبة الفائقة

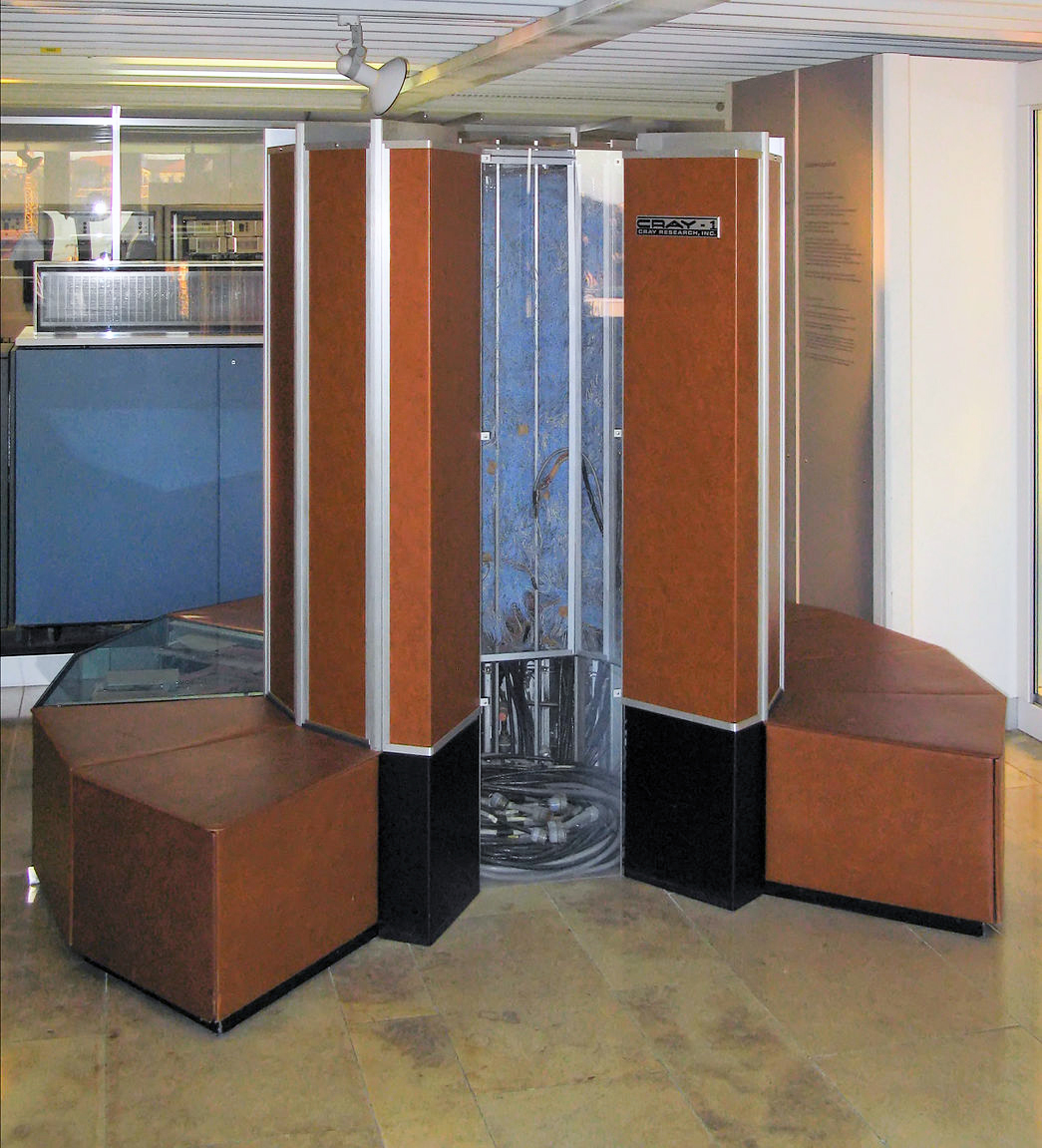
حاسوب كراي-1 المعروض في المتحف الألماني

تاريخ الحوسبة الفائقة (بالإنجليزية: History of supercomputing)‏ يعود إلى فترة الستينات، عندما قام سيمور كراي بربط عدة حواسيب في Control Data Corporation (CDC) بتصميم مبدع ومتوازي لتقدم أعلى وأفضل أداء حسابي. وفي عام 1964 تم إطلاق حاسوب سي دي سي 6600 الذي يعتبر عموماً أول حاسوب فائق في العالم.

## اقرأ أيضا
- تاريخ الأجهزة الحاسوبية (ستينيات القرن العشرين-الآن)